# دانیل ناکانو
دانیل کن ناکانو (به انگلیسی: Daniel Ken Nakano) (زاده ۳۰ ژوئیه ۱۹۶۴) ریاضیدان اهل آمریکا است. ناکانو بیشتر به دلیل کارهایش در نظریه نمایش نامبردار است. او که شاگرد جرج سلیگمن در دانشگاه ییل بود، پس از دانش‌آموختگی از دوره دکترا با رساله ای به نام «مدول‌های تصویری روی جبر‌های کارتان»، به دانشگاه آبرن و سپس دانشگاه یوتا رفت و هم‌اکنون استاد دانشگاه جورجیا می‌باشد.